# 崇高國際
崇高國際控股有限公司（除牌前為0209.HK），主要經營生產、研發及銷售毛線及塑料玩具產品。曾在2002年3月6日在香港交易所主板上市，現時由中國大亨飲品取代上市。崇高國際的客戶有美泰、萬代、Takara Tomy、樂高等知名公司。產品亦涵蓋毛公仔、人型公仔、電子玩具等。

## 爭議事件
2005年，廉政公署代號「大觀樓」的行動中，拘捕10名人士。他們涉嫌向崇高國際開出誇大金額的發票，然後將回佣。2008年，案件於區域法院提堂。所有被告獲判無罪釋放。法官信納張敏等辯方證人所指，高層有需要提取數十萬元現金，以應付到內地「派利市」及各種酬酢，以方便廠房擴建及申領牌照，法官認為不能排除有關可能性，亦指控方證據存疑，於疑點利益歸被告的法律原則下，判所有被告無罪。

## 外部連結
- 崇高玩具 （页面存档备份，存于）
- 崇高國際前主席被判無罪釋放 明報